# ハックルベリィの冒険

『ハックルベリィの冒険』（ハックルベリィのぼうけん）は、フジテレビ系列で放送されたテレビアニメ。放映期間は1976年1月2日から同年6月25日。毎週金曜日19:00 - 19:30で放送された。全26話。
原作はマーク・トウェインの『ハックルベリー・フィンの冒険』。ヘラルド・エンタープライス（後の角川シネプレックス、現：シネプレックス）とグループ・タックが制作を担当。そのグループ・タックは、翌日1月3日に開始した『まんが日本昔ばなし（第2期）』（毎日放送・TBS系列）も制作している。
ローカルセールス枠だったため、関西テレビなどでは時差ネットだった。東海テレビでは前作「ラ・セーヌの星」を打ち切り後に始めた「ムーミン」の再放送が1年弱にわたったため未ネットで終わった。
2013年現在、CS局でも総集編しか放送されたことがない。

## キャスト[2]
- ハックルベリィ・フィン - 野沢雅子
- ジム - 山田康雄
- アンナ - 小山まみ[3]
- ワトソン - 麻生美代子
- ダグラス - 武藤礼子
- サッチャー - 北村弘一
- ハックの父 - 大塚周夫
- キャサリン - 吉田理保子
- 王様 - 滝口順平
- ナレーション - 川路夏子
- 富山敬

## スタッフ
判明分のみ掲載。
- プロデューサー : 別所孝治（フジテレビ）、鬼丸一平、中田実紀雄
- 企画 : 鬼丸一平[3]
- 脚本 : 佐々木守、吉田義昭、阿部桂一 他
- 総監督 : 光延博愛
- 演出 : 小華和ためお、樋口雅一[3]
- 作画監督 : 近藤英輔、上口照人
- 美術 : 内田好之
- 音楽 : 越部信義
- 撮影 : 高橋宏固
- 編集 : 越野寛子
- 制作担当 : 土田治
- 音響担当 : 田代敦己

## 主題歌
オープニングテーマ「ほらハックルベリィ・フィン」
歌 - 堀江美都子、こおろぎ'73、コロムビアゆりかご会 / 作詞 - 中山千夏 / 作曲 - 越部信義
エンディングテーマ「河のうた」
歌 - 堀江美都子、こおろぎ'73、コロムビアゆりかご会 / 作詞 - 中山千夏 / 作曲・編曲 - 越部信義

## 各話リスト
| 話数   | 放送日        | サブタイトル             |
| ------ | ------------- | ------------------------ |
| 第1話  | 1976年 1月2日 | 宿なしハック             |
| 第2話  | 1月9日        | こわいお父さん           |
| 第3話  | 1月16日       | 見知らぬ森の丸太小屋     |
| 第4話  | 1月23日       | ハックの脱出大作戦       |
| 第5話  | 1月30日       | お父さんの死             |
| 第6話  | 2月6日        | 確かなる握手             |
| 第7話  | 2月13日       | 泥棒だって人間だ         |
| 第8話  | 2月20日       | ジム危うし               |
| 第9話  | 2月27日       | ジム救出大作戦           |
| 第10話 | 3月5日        | ハックがまよい込んだ家   |
| 第11話 | 3月12日       | ハーニーさんを撃つな!    |
| 第12話 | 3月19日       | 男の約束                 |
| 第13話 | 3月26日       | 争いの終り               |
| 第14話 | 4月2日        | 霧の中                   |
| 第15話 | 4月9日        | 渡しを守ったハック       |
| 第16話 | 4月16日       | 幻のお母さん             |
| 第17話 | 4月23日       | 荒野の少年たち           |
| 第18話 | 4月30日       | ジムのおまじない         |
| 第19話 | 5月7日        | 走れハック               |
| 第20話 | 5月14日       | 3ドルの船賃              |
| 第21話 | 5月21日       | 王様と公爵               |
| 第22話 | 5月28日       | イギリスから来た叔父さん |
| 第23話 | 6月4日        | 微笑んだメアリー         |
| 第24話 | 6月11日       | 売られたジム             |
| 第25話 | 6月18日       | 逃げろジム               |
| 第26話 | 6月25日       | 帰ってきたハック         |

## 放送局
- フジテレビ（制作局）：金曜 19:00 - 19:30
- 北海道文化放送：金曜 19:00 - 19:30[5]
- 山形テレビ：月曜 - 金曜 16:30 - 17:00[6]
- 仙台放送（時差ネット・1月9日開始）：金曜 19:00 - 19:30[7]
- 福島中央テレビ（1984年に放送）：日曜 7:30 - 8:00[8]
- 新潟総合テレビ：木曜 17:10 - 17:40[9]
- 富山テレビ：月曜 16:45 - 17:15（放送期間は1976年4月5日 - 9月27日）[10]
- 石川テレビ：月曜 19:00 - 19:30（1976年4月）[11]→月曜 18:00 - 18:30[12]
- テレビ山梨：水曜 18:00 - 18:30[13]
- 関西テレビ
- 山陰中央テレビ：水曜 18:00 - 18:30[14]
- 岡山放送：金曜 19:00 - 19:30
- テレビ長崎：火曜 18:00 - 18:30[15]
- テレビ熊本：金曜 17:30 - 18:00（1976年7月16日スタート）[16]
- 鹿児島テレビ：月曜 17:55 - 18:25[17]
- 沖縄テレビ：火曜 17:30 - 18:00[18]

## 漫画版
本作の放送中の1976年にKKベストブック社より、本作の漫画版が刊行された。全4巻。作画は1・2巻がみやぞえ郁雄、3・4巻が上坂のぼるとなっている。

## 備考
- ハックルベリィ役の野沢雅子は後年、同じマーク・トウェイン原作の『トム・ソーヤーの冒険』（1980年に同局の『世界名作劇場』で放送）で、主人公のトムを演じ、マーク・トウェイン原作の2作に主演となった。なお、同作にもトムの友人としてハックルベリィが登場しており、青木和代が演じている。

| フジテレビ 金曜 19:00 - 19:30              | フジテレビ 金曜 19:00 - 19:30                   | フジテレビ 金曜 19:00 - 19:30                                                                     |
| 前番組                                     | 番組名                                          | 次番組                                                                                            |
| ------------------------------------------ | ----------------------------------------------- | ------------------------------------------------------------------------------------------------- |
| ラ・セーヌの星 （1975年4月4日 - 12月26日） | ハックルベリィの冒険 （1976年1月2日 - 6月25日） | アンコール名作劇場 フランダースの犬 （1976年7月 - 12月） ↓ 怪人二十面相 （1977年1月7日 - 7月8日） |